# Banque parisienne pour l'industrie
La Banque parisienne pour l'industrie (BPU) était une banque française, détenu par le Groupe Empain. Elle avait pour principale fonction l'investissement au sein des sous filiales du Groupe Empain, puis Empain-Schneider.

## Histoire
Dans un contexte de rapprochement entre les groupes Schneider et Empain, la Banque parisienne pour l'industrie est absorbée en 1967 par la Banque de l'Union européenne industrielle et financière,.

## Présidents
- Lionel Mirabeau (Miravaud)